# Triakontazona cervinum
Triakontazona cervinum är en mångfotingart som först beskrevs av Karl Wilhelm Verhoeff 1899.  Triakontazona cervinum ingår i släktet Triakontazona och familjen knöldubbelfotingar. Inga underarter finns listade i Catalogue of Life.